# Théorie de De Broglie-Bohm
Pour les articles homonymes, voir Broglie et Bohm.
| - Louis de Broglie. - David Bohm. |

La Théorie de De Broglie-Bohm (abrégée en deBB ou dBB), ou mécanique bohmienne, est une interprétation de la mécanique quantique, formulée en 1952 par le physicien David Bohm. Il s'agit d'un développement de la théorie de l'onde pilote imaginée par Louis de Broglie en 1927. Elle est aussi connue sous les noms d'interprétation ontologique et d'interprétation causale.
La théorie de Bohm est parfois considérée comme la théorie quantique à variables cachées de référence, même si cette dénomination est rejetée par l'ensemble des physiciens bohmiens, dont John Stewart Bell et d'autres physiciens et philosophes, car ils considèrent que les « variables cachées » ne sont pas vraiment cachées dans cette théorie. Elle entend donner une vision réaliste et déterministe de la mécanique quantique, en opposition à l'interprétation de Copenhague.

## Contexte d'énonciation de la théorie
La théorie de de Broglie sur l'onde pilote et ses développements ultérieurs par Bohm ont longtemps été ignorés lors de la formation des physiciens, étant qualifiée de « métaphysique », car elle remettait en question de manière directe l'interprétation dominante, celle de Copenhague. John Bell, qui a révélé l'importance de la non-localité en physique quantique, l'a souligné : 
« Mais alors pourquoi Born ne m’avait pas parlé de cette « onde-pilote » ? Ne serait-ce que pour signaler ce qui n’allait pas avec elle ? Pourquoi von Neumann ne l’a pas envisagée ? Plus extraordinaire encore, pourquoi des gens ont-ils continué à produire des preuves d’impossibilité, après 1952, et aussi récemment qu’en 1978 ? Alors que même Pauli, Rosenfeld, et Heisenberg ne pouvaient guère produire de critique plus dévastatrice de la théorie de Bohm que de la dénoncer comme étant « métaphysique » et « idéologique » ? Pourquoi l’image de l’onde-pilote est-elle ignorée dans les cours ? Ne devrait-elle pas être enseignée, non pas comme l’unique solution, mais comme un antidote à l’auto-satisfaction dominante ? Pour montrer que le flou, la subjectivité, et l’indéterminisme, ne nous sont pas imposés de force par les faits expérimentaux, mais proviennent d’un choix théorique délibéré ? ».
La théorie « dBB » (de Broglie-Bohm) est longtemps restée peu connue, voire dénigrée. En 2008  Mike Towler (en), professeur au laboratoire Cavendish de Cambridge, observe : 

« Dès 1924, Louis de Broglie avait l'essentiel de l'idée, et, de fait, il présenta la théorie mathématique plus ou moins complète à la fameuse conférence de Solvay de 1927. La façon dont il a été écrasé par l'axe Heisenberg/Pauli/Bohr, ce qui l'amena à abandonner sa théorie jusqu'à ce que Bohm la récupère, est une histoire fascinante. Tout comme le fait que Bohm, à son tour, ait été ignoré et mal interprété jusqu'à ce qu'une exploration par Bell amène ce dernier à sa fameuse inégalité qui — contrairement à la croyance populaire — peut être vue comme une preuve de la théorie de l'onde pilote, et non comme sa réfutation. Encore aujourd'hui, il y a relativement peu de personnes qui ont même entendu parler de la théorie. »

L'intérêt pour la théorie dBB renaît dans les années 1980, et de nombreux développements sont publiés dans les deux premières décennies du XXIe siècle,.

## Description
Dans la théorie de De Broglie-Bohm, les particules sont accompagnées d'une onde qui guide leur chemin, d'où le terme d'« onde pilote ». Mathématiquement, l'onde pilote est définie de la même façon que la fonction d'onde de la mécanique quantique : elle est solution de l'équation de Schrödinger. L'influence de l'onde pilote se caractérise sous la forme d'un potentiel quantique, dérivé de la fonction d'onde vue comme un champ réel (analogue au champ électrique).
Cette théorie stipule que l'évolution du comportement des particules s'effectue de façon régulière au cours du temps, il n'y a donc pas d'effondrement de la fonction d'onde. Elle s'accorde avec la critique d'Albert Einstein à l'effet que la mécanique quantique telle qu'interprétée par l'école de Copenhague n'est pas complète.

### Postulats
Bohm écrit la fonction d'onde sous la forme {\displaystyle \Psi (t,{\vec {r}})=R(t,{\vec {r}})\,e^{i{\frac {S(t,{\vec {r}})}{\hbar }}}}, où {\displaystyle S} et {\displaystyle R} sont des fonctions à valeurs réelles. Il pose trois postulats :
- la fonction d'onde {\displaystyle \Psi } est un champ à l'existence réelle et non une entité purement mathématique. Elle obéit à l'équation de Schrödinger : {\displaystyle i\hbar {\frac {\partial \Psi (t,{\vec {r}})}{\partial t}}=-{\frac {\hbar ^{2}}{2m}}\nabla ^{2}\Psi (t,{\vec {r}})+V(t,{\vec {r}})\,\Psi (t,{\vec {r}})} ;
- la quantité de mouvement est définie par {\displaystyle {\vec {p}}={\vec {\nabla }}S}. La vitesse de ces particules est donc donnée, en l'absence de champ électromagnétique, par {\displaystyle {\vec {v}}={\frac {1}{m}}{\vec {\nabla }}S}, où {\displaystyle m} est la masse de la particule ;
- on ne peut pas prédire ou contrôler la position précise de la particule, mais sa densité de probabilité de présence est donnée par {\displaystyle P(t,{\vec {r}})=\left\vert \Psi (t,{\vec {r}})\right\vert ^{2}=R^{2}(t,{\vec {r}})}.

Par ailleurs, la théorie est interprétée avec les propriétés suivantes :
- on suppose qu'il existe — indépendamment du champ {\displaystyle \Psi } — des particules qui possèdent des coordonnées dans l'espace qui sont toujours bien définies et qui évoluent de manière déterministe ;
- on suppose que la particule réagit non seulement au potentiel classique {\displaystyle V(t,{\vec {r}})} mais aussi à un « potentiel quantique » additionnel {\displaystyle U(t,{\vec {r}})=-\left({\frac {\hbar ^{2}}{2m}}\right){\frac {\nabla ^{2}R}{R}}}.

Ces propriétés définissent la « version déterministe » de la théorie, publiée en 1952. Une « version stochastique », introduite par Bohm et Vigier en 1954 et présentée par Bohm comme « définitive », ajoute un quatrième postulat :
- le champ {\displaystyle \Psi } est en fait dans un état de fluctuation aléatoire et chaotique telle que la valeur de {\displaystyle \Psi } définie par l'équation de Schrödinger constitue une moyenne de ces fluctuations. Ces fluctuations proviennent d'un niveau sous-jacent, de la même manière que les fluctuations du mouvement brownien proviennent d'un niveau atomique plus profond.

### Équations
L'équation de Schrödinger peut se décomposer en deux équations en identifiant la partie réelle et la partie imaginaire de {\displaystyle \Psi =R\,e^{i{\frac {S}{\hbar }}}}. En l'absence de champ électromagnétique :
{\displaystyle {\begin{cases}{\dfrac {\partial P}{\partial t}}+\operatorname {div} (P\,{\vec {v}})=0\\-{\dfrac {\partial S}{\partial t}}={\dfrac {p^{2}}{2m}}+V(t,{\vec {r}})+U(t,{\vec {r}})\end{cases}}}
avec :
{\displaystyle P(t,{\vec {r}})=\left\vert \Psi (t,{\vec {r}})\right\vert ^{2}=R(t,{\vec {r}})^{2}}
et :
{\displaystyle U(t,{\vec {r}})=-{\frac {\hbar ^{2}}{2m}}{\frac {\nabla ^{2}R}{R}}=-{\frac {\hbar ^{2}}{4m}}\left[{\frac {\nabla ^{2}P}{P}}-{1 \over 2}{\frac {\left({\vec {\nabla }}P\right)^{2}}{P^{2}}}\right]}.
La première équation est l'équation de continuité où la vitesse est définie comme proportionnelle au courant de probabilité {\displaystyle {\vec {J}}=P{{\vec {\nabla }}S \over m}=P\,{\vec {v}}}.
La seconde équation est une équation d'Hamilton-Jacobi dans le cas où {\displaystyle S} est l'action du système. En effet, on remarque que dans la limite classique ({\displaystyle \hbar \longrightarrow 0}, ou plus exactement {\displaystyle \hbar \ll S}) le potentiel {\displaystyle U(t,{\vec {r}})} disparait et on retrouve l'équation de la mécanique hamiltonienne avec la quantité de mouvement égale à {\displaystyle {\vec {p}}={\vec {\nabla }}S}.

### Variables «cachées» et particules
Cette interprétation de la mécanique quantique est qualifiée de théorie à variables cachées, bien que ses tenants rejettent cette appellation. John Stewart Bell, le principal bohmien jusqu'aux années 1990, s'exclamait :
« L'absurdité, c'est que ces théories sont appelées des théories « à variables cachées ». C'est une absurdité car ici, ce n'est pas dans la fonction d'onde que l'on trouve une image du monde visible, et des résultats des expériences, mais dans ces variables « cachées »(!) complémentaires. (...) La plus cachée des variables, dans cette image de l'onde pilote, c'est la fonction d'onde, qui ne se manifeste à nous que par son influence sur les variables complémentaires. »
Jean Bricmont a résumé par cette formule la théorie de Bohm : 

« Comment la théorie de Bohm échappe-t-elle aux différents théorèmes d'impossibilité ? C'est d'une simplicité déroutante : les « variables cachées » ici sont simplement les positions des particules. C'est une théorie de la matière en mouvement. Jamais aucun argument n'a été avancé pour montrer que l'introduction de ces variables-là était impossible. »

### Une théorie fondée sur la non-localité
Avant même la démonstration de la violation des inégalités de Bell avec l'expérience d'Aspect qui interdisent les théories locales à variables cachées, cette interprétation non seulement supposait la non-localité (Bell a en fait montré que la mécanique quantique était par nature non locale), mais la rendait explicite : « C'est un mérite de la version de de Broglie-Bohm qu'elle amène si explicitement la non-localité qu'on ne puisse en faire abstraction. »
En réalité, de Broglie soulignait déjà le caractère non local de la mécanique quantique dans sa thèse en 1924[réf. souhaitée].

### Une seule fonction d'onde
Si la théorie est déterministe, comment compose-t-elle avec le caractère probabiliste des équations de la mécanique quantique ? Dürr, Goldstein et Zanghì (1993) expliquent que ce qui paraît aléatoire dans chaque contexte expérimental ne l'est pas dans un univers bohmien. Les lois statistiques de Born seraient des manifestations locales d'un état d'équilibre quantique universel.

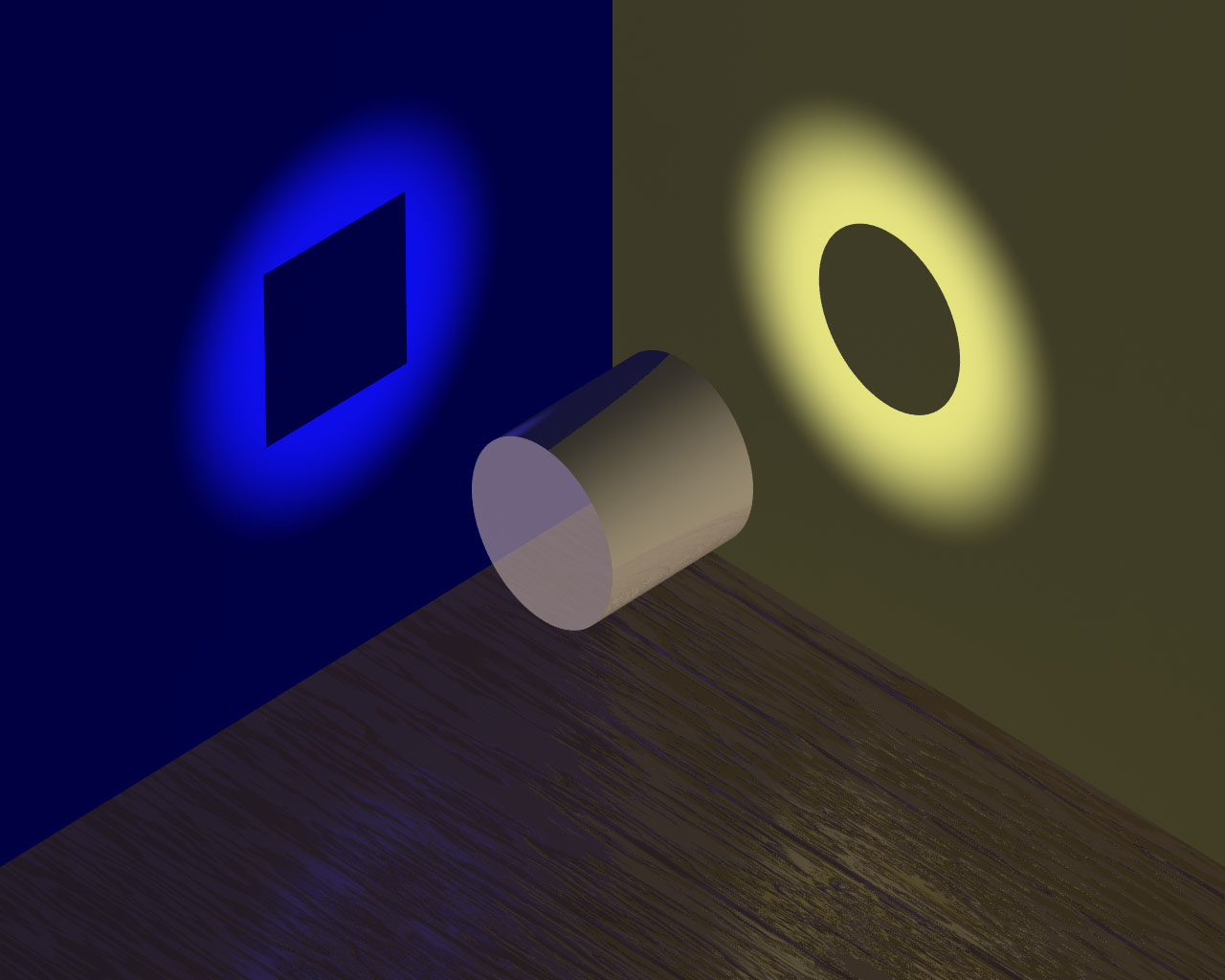
Dans l'interprétation de Copenhague, la métaphore du cylindre est couramment employée pour décrire la situation de l'expérimentateur. Les particules ont à la fois les propriétés d'une onde et d'une particule, tout comme ce cylindre a à la fois les propriétés d'un cercle et d'un rectangle. Dans la théorie de Bohm, le potentiel quantique remplit ce rôle explicatif : la particule est guidée par le potentiel quantique.

Chaque prédiction confirmée par les lois de Born ne confirme pas du même coup que le monde quantique est décidément imprévisible dans le détail ; elle confirme, par un renversement du référentiel, que c'est le moment de l'expérimentation et les particules spécifiques étudiées à ce moment donné qui sont aléatoires. Dans la physique bohmienne, il n'y a a priori qu'une fonction d'onde : celle de l'univers.

### Une autre interprétation du principe d'indétermination de Heisenberg
De même, le principe d'indétermination (ou d'incertitude) de Heisenberg est confirmé, mais pas au sens où on l'entend généralement (on ne peut connaître la vitesse et la position d'une particule parce qu'il n'y a pas en fait de particule et de trajectoire à proprement parler, mais une entité duelle, décrite par des notions antinomiques, la dualité onde-corpuscule) mais au sens où toute « mesure », toute expérimentation, s'inscrit de façon non déterminée dans un univers aux particules dotées de trajectoires déterministes.
Ainsi, devant le paradoxe des fentes de Young (voir ci-dessous), la particule détient les informations relatives à l'ensemble de l'appareillage ; la particule « sait », par le biais de la fonction d'onde, quand une des fentes est obstruée. Il ne suffit pas de dire qu'une particule passe par une seule fente (selon le modèle de Bohm, c'est ce qui se passe). L'événement est plus complètement défini par le couple particule-potentiel quantique. Basil Hiley, confrère de Bohm, décrit la particule comme un cœur et le potentiel quantique comme une sorte de « blob » l'entourant qui détient ou se définit par les informations sur l'ensemble de l'appareillage entourant la particule. Les entités étudiées par la théorie de Bohm sont ce couplage entre les particules telles qu'on les (mé)connaît et le potentiel quantique. Une sorte de pulsation entre le local et le non-local anime le monde des particules.

### Un champ d’information dont la portée dépasse la physique
La notion d'information est essentielle à la compréhension de ce potentiel quantique. En effet, contrairement aux champs connus en physique, ce n'est pas la force du champ, mais sa forme, qui détermine son action. Son action ne décroît pas avec la distance. Il est plutôt analogue à la cause formelle, telle que définie par Aristote,.
Il n'est nullement question d'une information anthropocentrique, existant par l'Esprit (ou le système établi par l'expérimentateur) qui l'appréhendera, mais d'une in-formation, d'un processus d'inscription dans les formes, appelé holomouvement.
« If one looks at the position of Niels Bohr (...) it is argued, because of the problem of separating the observed from the observing apparatus (...) that you have to move away from mechanism into some kind of organism or organicism. In that context you can still maintain a particle with the wave influencing the particle. The wave now seems to have a new quality; it is like an informational field. But when you go to relativity, even this view becomes difficult to maintain. We are not sure whether there is a permanent structure of electrons and whether they are always following continuous trajectories. So maybe something deeper is involved. The wave function approach was maintained because it managed to provide a KIND of ontology, but the individuality could not be fitted into the Cartesian category. There is a contradiction. David Bohm and myself were addressing the question of alternative categories for QM. In that context Bohm had the idea of implicate and explicate order. The particle now was a series of unfoldements from a more deeper structure which we call holomovement. »
 -- Basil Hiley
S'il faut désigner cette « conscience » qui anime la particule, Hiley (en) parlera de protoconscience. Dans le holisme bohmien, l'information est de même nature, tant au niveau des particules que dans les autres domaines (biologie, philosophie de l'esprit, notamment). C'est pourquoi, dans cette perspective, le terme « protoconscience » est employé à bon escient et non pas métaphoriquement, pour décrire la particule dans son environnement.
En raison de l'introduction de ce potentiel quantique fondé sur la notion d'information, la théorie de Bohm est, à proprement parler, une théorie sur l'esprit et la matière.
Comme l'indique Bohm, la notion d'information active n'est pas nouvelle, c'est son utilisation dans le champ de la physique des particules qui l'est. Parmi les quatre causes aristotéliciennes, c'est la cause formelle qui correspond à l'information active de Bohm. Si les explications ont été données en termes de poussées et de tractions (« pushing and pulling ») dans la physique classique, si bien d'autres phénomènes hors du domaine de la physique ont pu être compris selon ces termes, cela ne veut pas dire, selon les bohmiens, qu'il s'agit de la forme d'interaction la plus fondamentale : l'information, en biologie moléculaire comme en sociologie, semble plus explicative.
David Peat résume : « Contrairement à tous les autres potentiels, [le potentiel quantique a des effets] qui ne dépendent pas de la force ou de la « grandeur » du potentiel mais uniquement de sa forme. C'est pour cette raison que des objets lointains peuvent exercer une influence forte sur le mouvement de l'électron ».
L'information active de la théorie de Bohm est un principe à l'œuvre dans le monde subatomique, mais est également présent dans les autres domaines :
- en biologie, chaque unité cellulaire, qui détient l'information sur l'ensemble de l'organisme — acide désoxyribonucléique (ADN) —, devient sélectivement active selon sa place au sein de l'organisme ;
- en neurologie, l'information est disséminée partout dans le cerveau, et les localisations cérébrales servent à extraire certaines informations ;
- en botanique, Hiley rapproche l'information active des champs morphogénétiques[19] ;
- en philosophie, chaque conscience accède à la totalité, mais reste une partie organique du tout.

L'image de l'hologramme s'avère particulièrement éloquente. Une plaque holographique montrant une pomme en trois dimensions, si elle est brisée en deux moitiés, ne montrera pas deux moitiés de pommes, mais deux pommes. Répéter le processus n'y changera rien, la pomme demeurera, en autant d'exemplaires, quoiqu'avec une perte graduelle de résolution de l'image. Chaque partie de la plaque contient toutes les informations sur l'ensemble et s'organise en fonction du tout. C'est le passage de la lumière dans la ou les plaques qui active l'information.

## Expériences

### Le potentiel quantique en action: l'effet Aharonov-Bohm
Cette influence à distance est démontrée de façon simple avec le dispositif suivant.

La figure d'interférence entre deux faisceaux d'électrons peut être modifiée par la présence d'un champ magnétique en dehors des trajectoires classiques des électrons.

Si, dans un dispositif de Young utilisant des particules chargées, nous plaçons un champ magnétique strictement délimité dans l'espace, isolé pour qu'il ne se propage pas jusqu'aux particules émises par le dispositif, la figure d'interférence observée sur l'écran sera modifiée comme si ce champ magnétique s'étendait jusqu'aux particules passant par les fentes. Ainsi, les particules semblent « savoir » qu'il y a un champ magnétique, même si, techniquement, il n'est pas « là », sur leur trajectoire. Peut-être plus étonnamment encore, des variations du champ magnétique feront varier la figure d'interférence. Il s'agit d'une démonstration expérimentale de ce potentiel quantique, qui renseigne la particule sur l'ensemble du dispositif expérimental, sans qu'il y ait d'interaction électromagnétique.

### Interprétation de l'expérience des fentes de Young

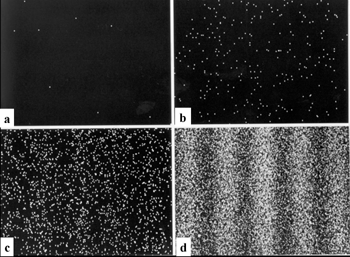
Figure d'interférence constituée petit à petit.

Trajectoires bohmiennes sous l'influence du potentiel quantique dans l'expérience des fentes de Young.

Quand l'expérience des fentes de Young est réalisée à l'aide d'une source à photons uniques, la figure d'interférence est constituée progressivement, point par point, chaque photon émis venant compléter la figure. Cette figure ne peut théoriquement se former que si chaque photon interfère avec lui-même. Les théories quantiques les plus communément admises, basées sur les principes de superposition quantique et de décohérence, supposent donc que le photon passe simultanément par les deux fentes.
Bohm et De Broglie proposent plutôt que chaque particule ne passe que par un seul des deux trous. Par contre l'onde pilote passe par les deux trous et interfère avec elle-même. Les photons sont guidés par l'onde pilote et, celle-ci formant une figure d'interférence, ils se retrouvent à former « malgré eux » la figure d'interférence créée par l'onde pilote.
En 2011, l'expérience de Steinberg et coll, qualifiée de percée de la physique en 2011 (Physics Breakthrough of the Year), semble reproduire les trajectoires prédites par la théorie de De Broglie-Bohm.
Divers articles estiment que cette expérience indique que les particules semblent en effet avoir des trajectoires et être guidées par une onde pilote (ou un potentiel quantique),,.

### Analogie avec des gouttes guidées par un liquide
L'expérience paradigmatique des fentes de Young est d'une telle étrangeté que Feynman la considérait comme centrale dans la compréhension, ou du moins l'appréhension, du monde quantique. En se basant sur l'interprétation de de Broglie-Bohm, des chercheurs sont parvenus à faire apparaître des comportements analogues à ceux des particules devant ce dispositif, mais avec des gouttes de liquide un million de fois plus grandes que la plus grande molécule étudiée jusqu'à présent dans ce contexte, le fullérène (60 atomes de carbone).

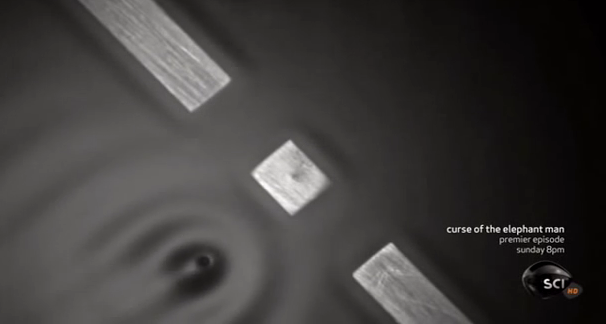
Expérience de Couder.

Lorsqu'un liquide est agité verticalement, de haut en bas, à une certaine vitesse, il se forme sur la surface des ondes de Faraday, qui forment des motifs réguliers,. L'équipe d'Yves Couder, dans une série d'expériences, a observé le comportement de gouttes déposées sur un liquide agité juste en deçà du seuil où se forment les ondes de Faraday, et ce de manière que ces gouttes puissent rester indéfiniment en suspension au-dessus de la surface du liquide. Si deux gouttes en suspension ou plus sont formées, elles « communiquent » via leurs « champs ondulatoires », à distance, et forment des paires et des motifs et adoptent des trajectoires coordonnées(pour des photographies et une analyse de cette série d'études, voir Bush (2010)). Couder et Fort ont ensuite soumis ces corpuscules de taille millimétrique à une expérience des fentes de Young adaptée. Ils observèrent que les gouttes, même si elles ne passaient que par une seule fente, produisaient, peu à peu, des figures d'interférence (« avec elles-mêmes »), tout comme les particules le font à l'échelle dite quantique. Selon les chercheurs et John WM Bush,, mathématicien au MIT, les ondes qui pilotent ces gouttes bien plus massives que le fullerène sont à proprement parler des ondes pilotes : 

« Le principal attrait (de la théorie de de Broglie-Bohm) est qu'elle rétablit le réalisme et le déterminisme dans la mécanique quantique, sa faiblesse est que la nature physique de ce champ d'onde pilote reste obscure. À l'époque où la théorie de l'onde pilote a été développée et supplantée par l'interprétation de Copenhague, qui allait devenir l'interprétation standard, il n'existait pas d'analogue macroscopique de l'onde pilote duquel s'inspirer. C'est maintenant le cas. »

Ces gouttes sont également capables de franchir des barrières infranchissables en physique newtonienne, par l'effet tunnel, mais ce n'est pas le plus remarquable. En faisant tourner le bassin sur lui-même, Couder et ses collègues ont observé que les gouttes ne se promenaient que sur des orbites déterminées, en analogie, comme le fait remarquer Bush, avec ce qui donna son nom à la physique quantique, soit le fait qu'une particule subatomique n'évolue que sur des orbitales déterminées, quantifiées. Le potentiel explicatif de la théorie de de Broglie-Bohm est illustré dans la vidéo publiée par Harris et Bush

## Synthèse des différences avec l'interprétation de Copenhague
| École de Copenhague | Théorie de Bohm |
| --- | --- |
| La fonction d'onde est une entité mathématique et abstraite, qui résume toute la connaissance que l'on peut avoir sur un système quantique.                                                                      | La fonction d'onde est objective et réelle, et détermine la position et la vitesse des particules. David Bohm reviendra sur cette position après 1952 et niera l'aspect objectif de la fonction d'onde et de la trajectoire. |
| La valeur de toute observable est fixée au moment de la mesure, de manière fondamentalement aléatoire, et ne possède pas de valeur déterminée ou même d'existence avant la mesure. Pas de notion de trajectoire. | La position et la vitesse d'une particule possèdent une valeur déterminée et une existence même sans la mesure. La notion de trajectoire est valide. |
| Le principe d'incertitude de Heisenberg impose une indétermination fondamentale à la valeur des observables. | Le principe d'incertitude traduit une dispersion statistique inévitable de la mesure de variables complémentaires dans un ensemble de systèmes,. Les observables possèdent en réalité des valeurs précises. |
| Le spin, le moment cinétique ou l'énergie sont des observables comme les autres. | Le spin, le moment cinétique ou l'énergie sont des variables non associées aux particules qui n'ont pas de valeur déterminée avant la mesure, contrairement à la position/vitesse des particules. Le spin est un effet associé à la fonction d'onde et non à la particule, et la mesure dépend donc entièrement du dispositif expérimental, qui influe sur la fonction d'onde globale. L'appareil de mesure a un rôle actif ce qui affine et confirme l'intuition de Niels Bohr qui pensait que l'appareil de mesure agissait sur le système lors de la réduction du paquet d'onde. En fait, le fait que certaines propriétés physiques n'ont pas d'existence intrinsèque et ne préexistent pas à la mesure n'est pas propre à la théorie de Bohm, il a été démontré mathématiquement à partir du formalisme standard de la mécanique quantique dans le cas de la projection du spin par exemple par Greenberger, Horne et Zeilinger,. Ce qui est spécifique à la théorie de Bohm de 1952 c'est qu'elle prétend que la localisation de la particule et sa trajectoire sont des propriétés intrinsèques qui ne dépendent pas de l'appareil de mesure. |
| Indéterminisme fondamental dû à l’interaction avec l'appareil de mesure et même aux conditions initiales de l'univers.                                                                                           | Chaos déterministe. L'indétermination provient de causes innombrables, non seulement de l’interaction avec l'appareil de mesure mais même des conditions initiales de l'univers,. A priori, une connaissance des conditions initiales de l'univers permettrait de connaître tout puisque la théorie est déterministe mais cela est impossible en pratique. |
| La réduction du paquet d'onde est nécessaire pour modéliser la notion de mesure. | Pas de réduction du paquet d'onde : la théorie étant déterministe, le principe de superposition quantique ne s'applique pas et une seule valeur de l'observable est valide à tout instant. Le caractère imprévisible de la mesure vient uniquement de l'indéterminisme fondamental de la fonction d'onde initiale. |
| Particules pouvant être fondamentalement indiscernables, justifiant la statistique de Bose-Einstein. | Particules toujours ontologiquement distinctes, c'est la non-localité de la théorie qui justifie la statistique de Bose-Einstein par influence à distance. David Bohm niera cette distinction ontologique après 1952. |